# Мурмышка
Мурмышка — река в России, протекает по Кашинскому району Тверской области. Устье реки находится в 44 км от устья реки Медведицы по левому берегу. Длина реки составляет 23 км, площадь водосборного бассейна — 81,8 км².

## Данные водного реестра
По данным государственного водного реестра России относится к Верхневолжскому бассейновому округу, водохозяйственный участок реки — Волга от Иваньковского гидроузла до Угличского гидроузла (Угличское водохранилище), речной подбассейн реки — бассейны притоков (Верхней) Волги до Рыбинского водохранилища. Речной бассейн реки — (Верхняя) Волга до Куйбышевского водохранилища (без бассейна Оки).
Код объекта в государственном водном реестре — 08010100812110000003882.